# NGC 4335

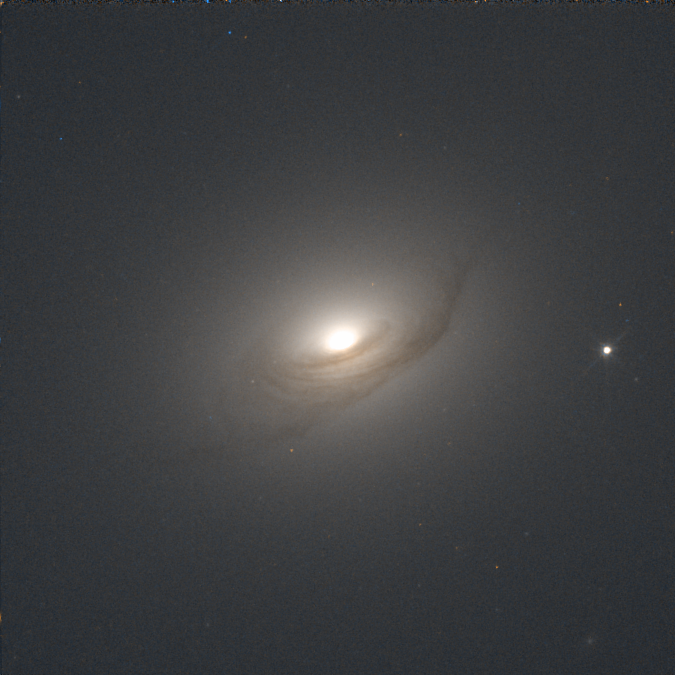
NGC 4335 par le télescope spatial Hubble.

NGC 4335 est une galaxie elliptique située dans la constellation de la Grande Ourse. NGC 4335 a été découverte par l'astronome germano-britannique William Herschel en 1789.

## Caractéristiques

### Distance
Sa vitesse par rapport au fond diffus cosmologique est de4 676 ± 17 km/s, ce qui correspond à une distance de Hubble de 69,0 ± 4,8 Mpc (∼225 millions d'al).

## Trou noir supermassif
Selon une étude publiée en 2009 et basée sur la vitesse interne de la galaxie mesurée par le télescope spatial Hubble, la masse du trou noir supermassif au centre de NGC 4335 serait comprise entre 130 et 550 millions de {\displaystyle M_{\odot }}. 

## Supernova
La supernova SN 1955E a été découverte dans NGC 4335 le 10 mai 1955 par l'astrophysicien américano-suisse Fritz Zwicky. Le type de cette supernova n'a pas été déterminé.

## Paire de galaxies
Selon Abraham Mahtessian, NGC 4335 et NGC 4362 (NGC 4364 dans son article) forment une paire de galaxies. 